# 花围
花围是位于中国广东省广州市荔湾区东漖街道的一个自然村。属西塱社区管辖。南宋时建村。村里自古有种植花草的传统，故名花围村。2015年时，户籍人口397人，非户籍人口300人。

## 交通

### 地铁
- █广州地铁10号线：花围站